# Efterårs-marathon
Efterårs-marathon (russisk: Осенний марафон, translit.: Osennij marafon) er en sovjetisk komedie-drama spillefilm fra 1979 produceret af Mosfilm og instrueret af Georgij Danelija. Filmen er baseret på et manuskript skrevet af Aleksandr Volodin baseret på hans skuespil En slyngels triste liv. Filmen er en trist filosofisk komedie om en mand, der forsøger at leve et dobbeltliv og derved maler sig op i hjørne. 
Filmen modtog i 1979 prisen "Bedste film" ved Filmfestivalen i Venedig og ved Filmfestivalen i San Sebastian. Ved Filmfestivalen i Berlin i 1980 blev filmen ligeledes prisbelønnet. Filmen var USSR's officielle bidrag til Oscaruddelingens kategori "Bedste fremmedsprogede film", men blev ikke nomineret i kategorien.
Filmen havde dansk premiere ved den sovjetiske filmuge den 29. oktober 1981.

## Handling
Filmen handler om en midaldrende engelsk-russisk oversætter ved et forlag og ved universitetet i Leningrad, Andrej Buzykin (spillet af Oleg Basilasjvili), der er gift med sin hustru Nina, men som også har en yngre elskerinde, Alla, der elsker ham og ønsker et barn med ham. Andrej anser det ikke for muligt at ændre sit liv og fortsætter med at bo sammen med sin kone, samtidig med at han besøger sin elskerinde, mens han med latterlige forklaringer forsøger at opretholde udseendet af normale familieforhold.  
Buzykins vaghed og manglende evne til at sige "nej" manifesteres også i hans forhold til kolleger. Buzykins kollega, den danske professor Hansen, insisterer på, at Buzykin skal begynde at løbe med ham om morgenen, og selvom han ikke vil, gør han det alligevel. På arbejdspladsen udnytter en talentløs kollega skamløst Buzykins talent og forstyrrer også hans personlige liv. Buzykin kan ikke sige nej til sin nabo, der insisterer på, at han og Hansen skal deltage i en fælles drikkefest og herefter at tage i skoven efter svampe. Buzykhin får indsendt sit arbejde for sent og mister sin stilling på et forlaget og universitetet. Alla bliver træt af Buzykhins ubeslutsomhed, og hun forsøger at slå op med ham.
Buzykins familie går i opløsning, og han forsøger at være mere beslutsom i sine fremtidige relationer. I filmens sidste scene løber Hansen og Buzykin sammen ned ad gaden i byen.

## Medvirkende
- Oleg Basilasjvili som Andrej Pavlovitj Buzykin
- Natalja Gundareva som Nina Jevlampievna Buzykina
- Marina Nejolova som Alla Mikhajlovna Jermakova
- Jevgenij Leonov som Vasilij Ignatjevitj Kharitonov
- Norbert Kuchinke som den danske professor Bill Hansen